# Old Ripley (Illinois)
Old Ripley es una villa ubicada en el condado de Bond en el estado estadounidense de Illinois. En el Censo de 2010 tenía una población de 108 habitantes y una densidad poblacional de 274,34 personas por km².

## Geografía
Old Ripley se encuentra ubicada en las coordenadas 38°53′34″N 89°34′19″O / 38.89278, -89.57194. Según la Oficina del Censo de los Estados Unidos, Old Ripley tiene una superficie total de 0.39 km², de la cual 0.39 km² corresponden a tierra firme y (0%) 0 km² es agua.

## Demografía
Según el censo de 2010, había 108 personas residiendo en Old Ripley. La densidad de población era de 274,34 hab./km². De los 108 habitantes, Old Ripley estaba compuesto por el 99.07% blancos, el 0% eran afroamericanos, el 0% eran amerindios, el 0% eran asiáticos, el 0% eran isleños del Pacífico, el 0% eran de otras razas y el 0.93% pertenecían a dos o más razas. Del total de la población el 3.7% eran hispanos o latinos de cualquier raza.